# 閉塞 (鐵路)
閉塞（英語：Block）是鐵路信號的專用術語，為防止列車對撞或追撞，是鐵路上保障安全的主要方法之一。
鐵路為單向通行路線，隨著發展與進步，車站與車站之間不再只有一列車輛行駛，為避免車輛出發時間過度密集而發生意外，在1840年發明了「時間間隔法」，用時刻表控制列車發出，缺點是如果列車因故停在路線上，回報不及有造成後車追撞意外的可能。到了1842年，英国发明了「空間間隔法」，輔佐時刻表，以兩車之間相隔一段距離的方式來保證安全，之後更進一步發展出間隔區間的概念，為閉塞的起源。由於鐵路車輛的車廂數量以及行駛速度所需要較長的制韌距離（鐵路用語，即為一般的剎車距離），当列车运行途中發現前方线路有任何狀況，大多数情况下都是剎停不及，於是規劃將鐵道分為一個個的區塊，強制每個區間內只能有一列車輛經過，用以間隔兩車之間的距離，稱為閉塞區間，閉塞區間的长度不得小于列车制动的安全距离，是鐵路上列車運行的基本要求，為現代鐵路廣泛使用的安全系統。

## 闭塞方式分类
铁路的闭塞方式可分为人工闭塞、半自动闭塞、自动闭塞和移动自动闭塞：
1. 人工闭塞是以人工记录列车的运行位置和控制色灯信号机的闭塞方法[4]。在发车前，接发车双方的车站或线路所共同确认闭塞区间是处于空闲状态，然后发车的车站或线路所使用路签机、路牌、路票等记录本段区间已经被佔用，并把佔用信息通过电话、电报等手段通知接车的车站或线路所。接车的车站或线路所有责任在列车到达后检查车辆到达编组是否完整，是否有部分车厢滞留在区间未到达。在列车到达前，发车车站应阻止后续运行的列车进入这一区间，接车车站应阻止反向运行的列车进入这一区间。
2. 半自动闭塞是以人工确认区间空闲，发车后由轨道电路判断车辆进入区间后自动把区间设置为佔用状态的闭塞方法[5]。车辆进入区间后，轨道电路会联锁控制色灯信号机，把佔用信息通知到双方车站。车辆到达后，仍需要人工检查车辆到达编组完整，由人工把区间状态复原为空闲状态。
3. 自动闭塞是以計軸器自动计算进入该区间的车轴数目和离开该区间的车轴数目，从而自动判断区间空闲状态的闭塞方法。车辆进入或离开区间将自动连锁控制色灯信号机的状态。

## 常用闭塞方式
依据路签（介质）的不同，铁路的闭塞技术可分为电话电报闭塞、电气路签路牌闭塞、继电半自动闭塞、单线计轴自动闭塞、双线单向自动闭塞、双线双向自动闭塞、移动闭塞等。

### 单票闭塞
单票闭塞（英語：staff block system）是以单个路签（准行标志）来闭塞的方法，是最简单的闭塞方法之一。
该方法以唯一的一个标志物作为一个闭塞区间的路签（准行标志），只有司机持有该路签时，该列车才能开走。日本的一些铁路使用过这种办法。
该方式的优点是不需要其他的任何道具和设备，即使手头什么都没有也可以运用。但是缺点是在该路签（由反向列车等）送回该站之前，下一班列车一直无法发车，会限制铁路的通行能力。因此，这种方法往往在较闲散的线路的终端站使用。也可以作为通常的闭塞方式无法使用时的临时代替措施之一。
当其他正常方法无法使用时，有时可以指定一名特定的铁路工作人员作为路签，只有他/她搭乘的列车才能开走。日本称为。

### 电话电报闭塞
电话电报闭塞（日语：票券閉塞式），因为用单票作为标志进行闭塞时会出现在送回之前无法朝同一方向发车的情况，为了增强运行能力，铁路早期常使用该方法。
该方法为人工用电话和电报通知下一站区间佔用状态，发车站填制路票并发给司机作为列车佔用区间凭证的行车闭塞法。列车到达下一站时到站确认编组完整后再次联系发站，两站均将佔用状态解除。在需要连续单方向发车时，可以在发出前一列车之后给后一列车发放较短区间内的通行权，例如A-B-C-D-E站的连续区间，从A连续发出的三列车可以依次发给到E、D、C为止有效的通行权，由到站负责后续区间的闭塞。
该方法的优点是可以单方向连续发车，通过效率明显提高；缺点是只有在拥有对应设备（道具）的车站才能执行闭塞，如果因特殊原因必须在没有道具的车站发车时就必须通过其他方法（汽车等）把道具送来，很不方便。效率仍然有限。
该方法只在单线铁路早期使用过，目前在干线上平时已不再使用；是仅当闭塞设备、轨道电路、计轴设备等发生故障，自动闭塞或者半自动闭塞无法使用时，临时降级使用的闭塞方式。
目前世界上在铁路发展比较发达的国家中，电话闭塞只在基本闭塞设备停用或发生故障时，将电话闭塞作为代用闭塞法使用。如在2008年中国雪灾中，由于雪灾导致高压输电线结冰，进而导致电力全部中断，当时中华人民共和国铁道部为了保证铁路运输畅通，不得不再次使用电话闭塞，俗称“路票行车”的方式作业。而在铁路发展相对落后的国家，电话闭塞依旧是重要的铁路闭塞使用手段。

### 电气路签（牌）闭塞
电气路签（牌）闭塞（英語：electric token block），是一種利用路籤或路牌作為列車佔用區間憑證的行車閉塞方式。各閉塞區間有其專屬的路籤或路牌；這是該區間的識別物品，例如打孔圓片或鑰匙狀物體。為了方便交接，使用時通常會將其存放於一個包袋中，包袋固定在一個大圓環，方便工作人員拿取或投放於指定位置。路牌存放在對應的閉塞機裡。
閉塞區間兩端的車站各裝有一台相同型號的閉塞機（合稱稱為一組），閉塞機之間有電氣聯鎖關係。兩站的號誌操作員使用電鍵和專用閉塞電話進行閉塞協商，按照規定步驟各自操作閉塞機後，發車站的閉塞機解鎖，站員可由機器取出一枚路牌；到達站閉塞機的閉塞機則無法取出路牌。發車站人員將路牌交給司機員後列車才能出發；在列車到達目的地之前（即路牌尚未放回閉塞機之前），這組閉塞機將無法再取出第二枚路籤（牌），由此以阻止下一班列車進入該區間。列車抵達到達站後，司機將路牌交給到達站人員，兩站再次使用電鍵和專用閉塞電話協商解除閉塞，按照規定步驟操作兩站的閉塞機以解除閉塞，並將路牌放入到達站閉塞機。
列車抵達後，如果需要立即讓對向列車發車，可以直接將路牌交給對向列車的司機員。提高行車效率。此外，各區間閉塞機有其專屬的路牌，無法放進其他區間的路牌。
如列車抵達閉塞區間終點但並不停靠該站，則需交換路牌已進入下一區間。列車減速，由司機員或其助手將攜帶的路牌圓環掛在月台一端的路牌接收器上，列車繼續前行，人員再由月台另一端的路牌授予器取得路牌（也有車輛配有路牌接受器以降低人員工作風險）。如果未能成功取得路牌或路牌掉落，則需停車將其取回。
电气路签（牌）闭塞的优点是通过能力明显提高；缺点为办理手续繁琐，向司机递送路签（牌）费时费事，路签（牌）还有可能丢失和损坏；区间通过能力仍然有限。電氣路籤（牌）閉塞的優點是顯著提升列車通過效率；缺點包括辦理手續繁瑣、向司機員遞送路籤（牌）費時又費力、路籤（牌）可能遺失或損壞；此外，區間的通過能力仍然有限。

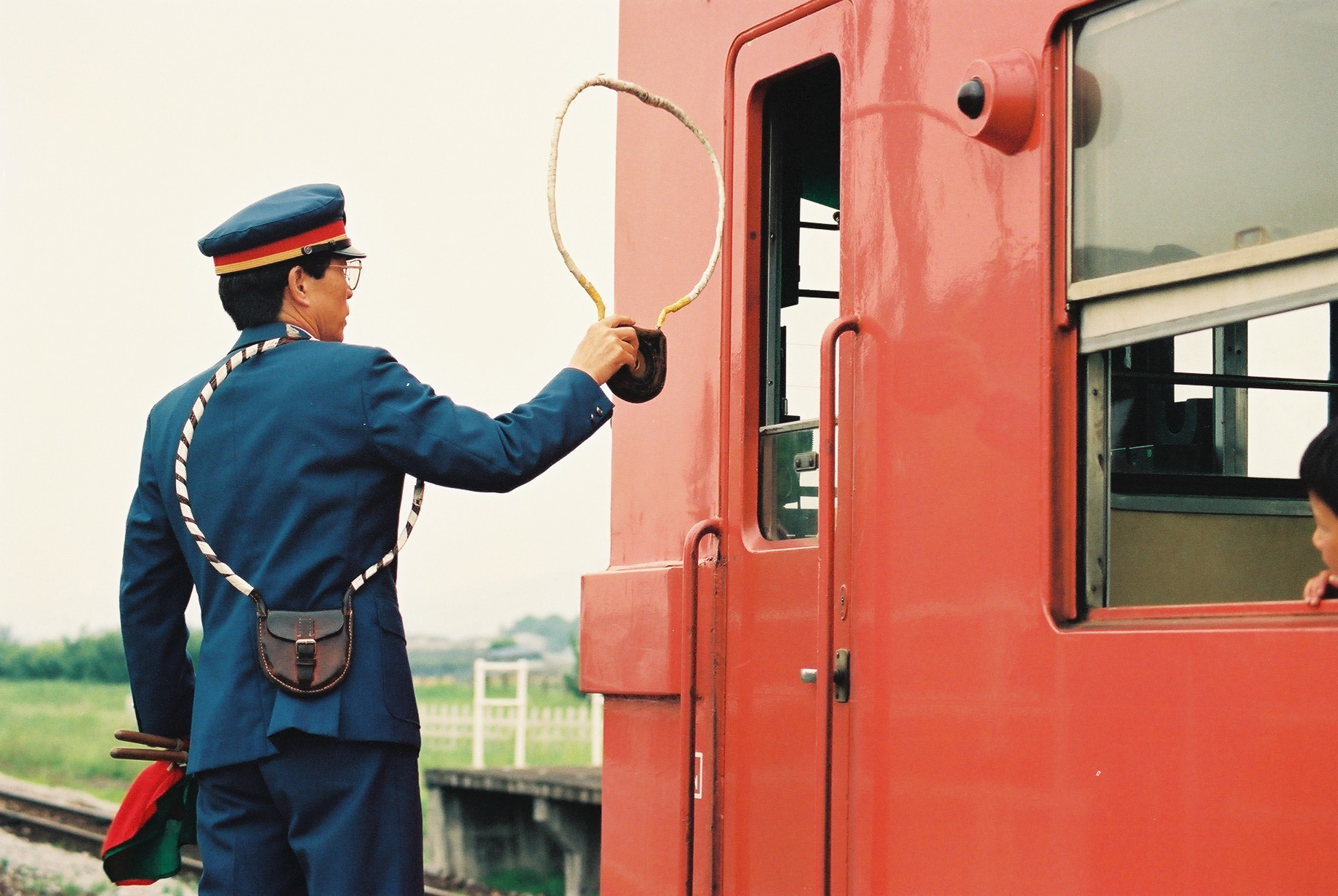
车站工作人员将路牌交给司机
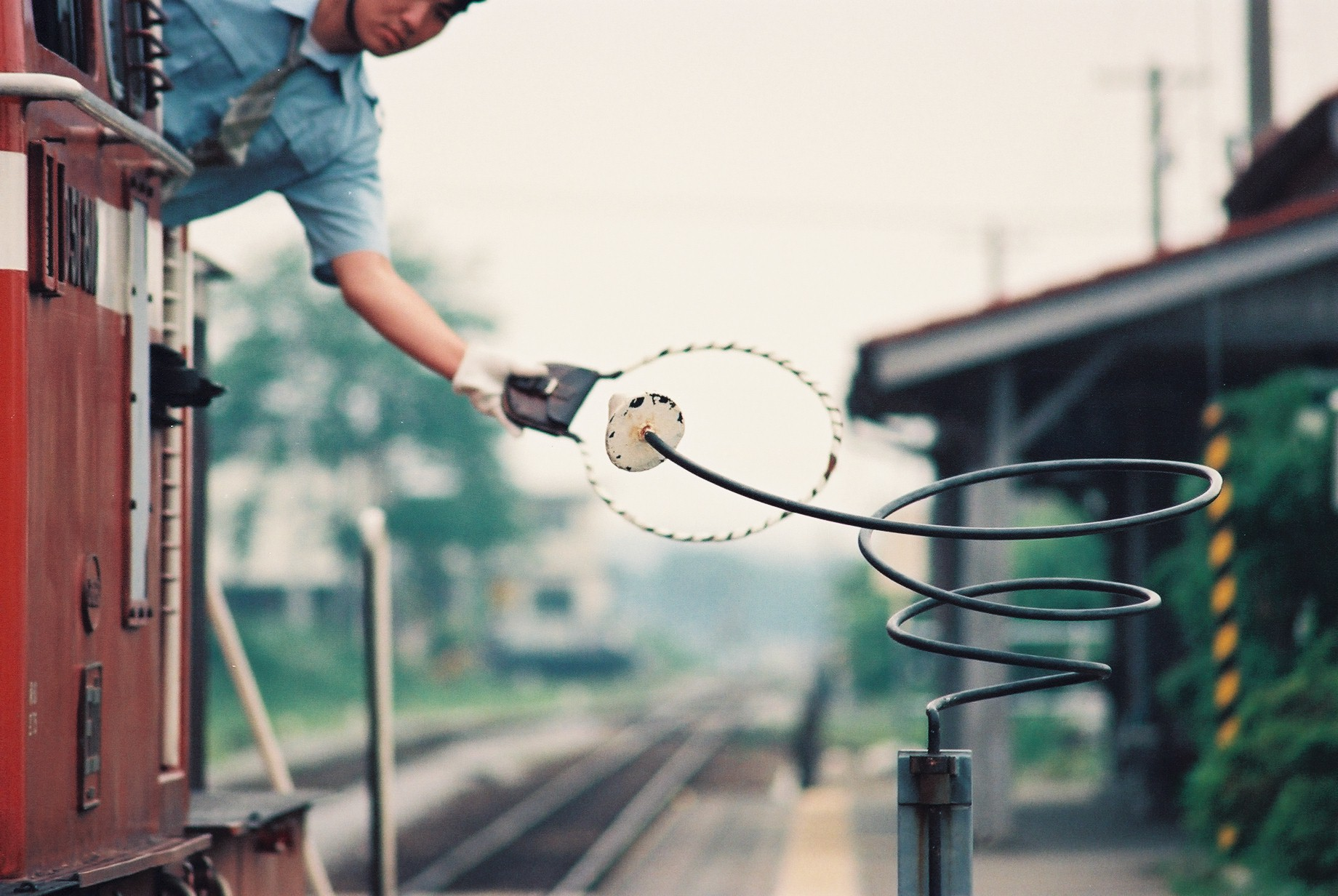
通过列车的司机将持有的路牌投入车站设计的收取器
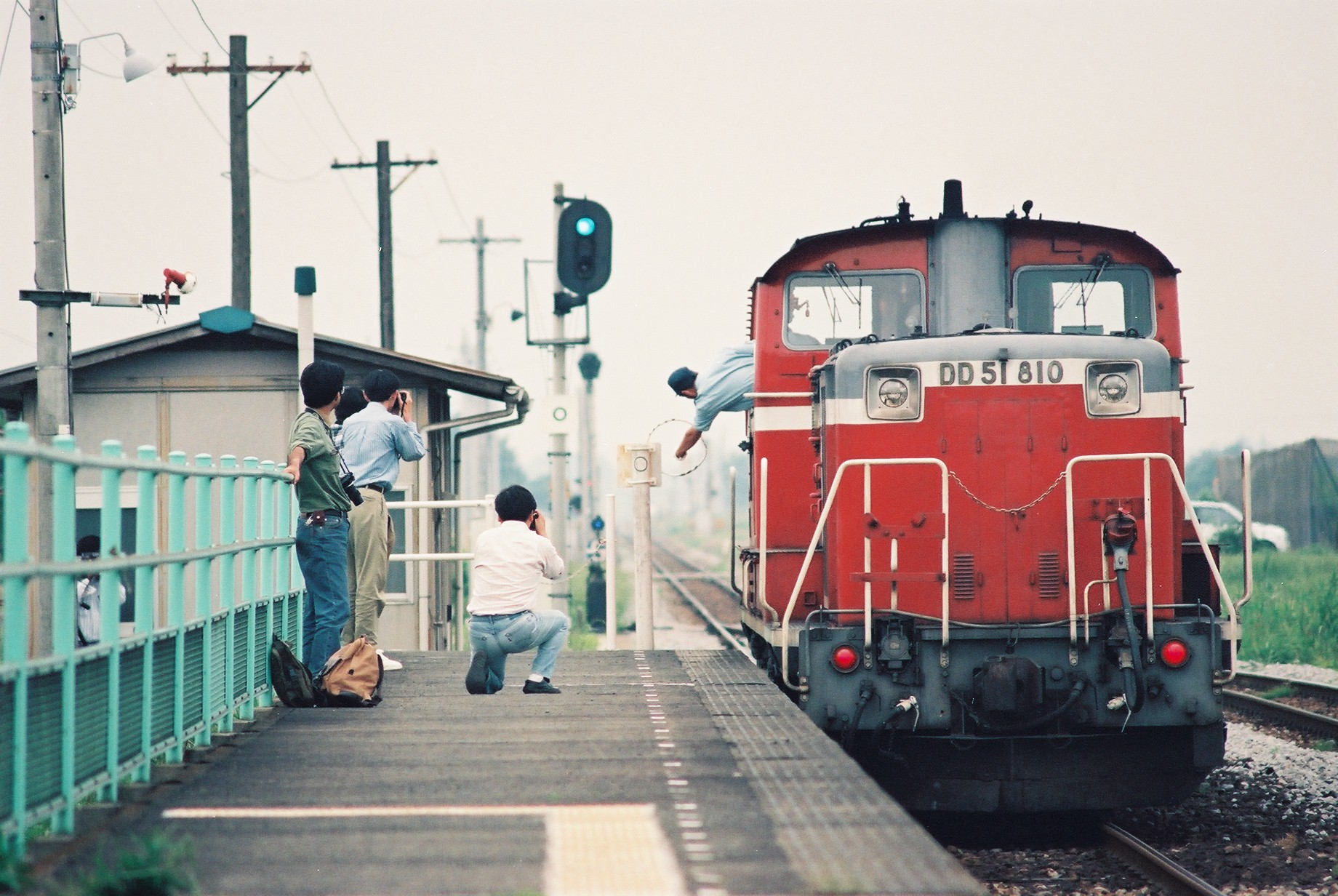
通过列车的司机从发放器处取得路牌
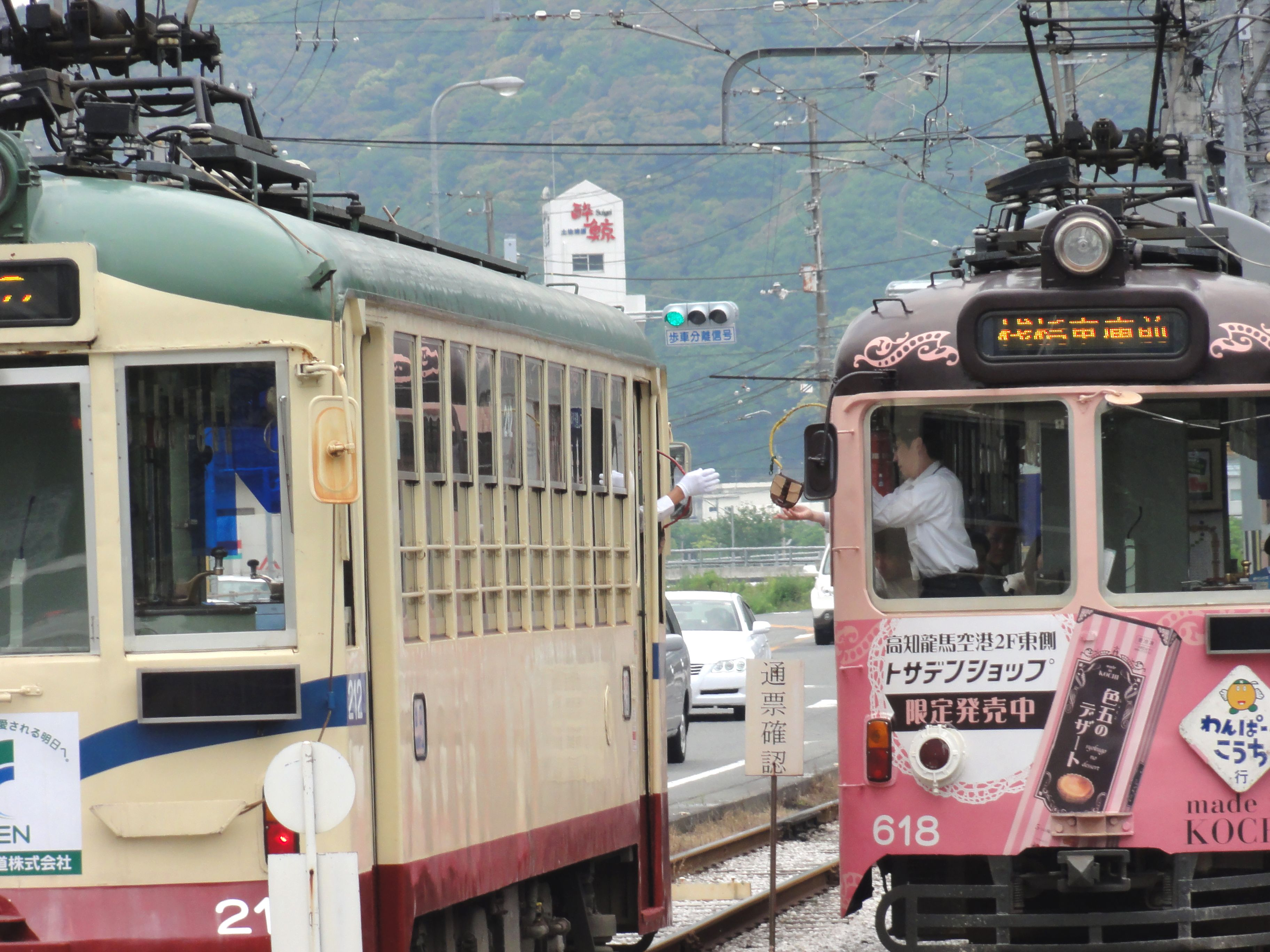
有轨电车在信号所交换路牌 （土佐電氣鐵道伊野線、八代信号所）

### 半自动闭塞
半自动闭塞常见的有继电式和联动式。其基本思路是不用路签（牌）来标志线路佔用的情况。
继电半自动闭塞是闭塞区间两端车站各装设一台具有相互电气锁闭关系的半自动闭塞机，并以出站信号机开放显示为行车凭证的闭塞方法。
在车站进站信号机内侧设有一小段专用轨道电路，它和闭塞机、出站信号机间具有电气锁闭关系。火车驶过时，电路感知压力，向闭塞机发信。出站和进站信号机配对，用来判断列车的驶入─驶出状态。出站信号机受闭塞机控制不能任意开放，只有区间空闲时，首尾两站办理闭塞手续后才能开放。
- 闭塞：列车发车时，出发─到达站间确认区间内没有列车，操作闭塞机改变状态，将轨道标志为闭塞；然后信号机显示绿色，列车驶离出发站。列车驶离时碾轧出口处的电路，使出发信号机显示红色。直到列车离开该闭塞区间，信号机一直显示红色，提示区间内有列车。
- 解除闭塞：列车驶入到达站时，碾轧入口处的电路，操纵闭塞机解除区间的闭塞状态。在出发、到达站的闭塞机状态不一致（0/1）时，到达站的出站信号机也显示红色，不能操作。因此，只要遵守信号机指示，即使不使用路签（牌）也可以实现闭塞。

半自动闭塞法办理手续简便，效率高，可比路签（牌）闭塞法提高区段通过能力，改善劳动条件。但区间轨道是否完整，到达列车是否完整，仍须通过人工检查才能确定。另外当首尾站碰巧同时发车时，该方法不能阻止对面列车同时进入闭塞区间。日本羽越本线1962年11月29日因此发生过相撞事故。
联动闭塞和上述半自动闭塞方式相似，但是在相邻站间连設置連續的轨道电路。因此，如果有车厢遗留在途中，闭塞就不会解除，从而可以知道出现异常情况。但此方法缺点大致同半自動閉塞，但其已有连续的轨道电路，容易改造为自动闭塞，现在这种方式大多已经被改為自動閉塞了。

### 自动闭塞
单线计轴自动闭塞、双线单向自动闭塞和双线双向自动闭塞，均是以计轴设备为基础的自动闭塞技术。双线双向自动闭塞是为了解决在繁忙干线上的一条线路需要检修或养护时仍能够让列车双向通行的技术措施，地面信号机关闭，以机车信号来进行行车组织。这三种闭塞技术其中根据色灯信号机显示的状态数不同又分为三显示自动闭塞、四显示自动闭塞等，前者可预告列车运行前方2个闭塞区间的空闲状态，适用于最高速度不超过115km/h的线路；后者可预告列车运行前方3个闭塞区间的空闲状态，适用于最高速度不低于115km/h的线路。

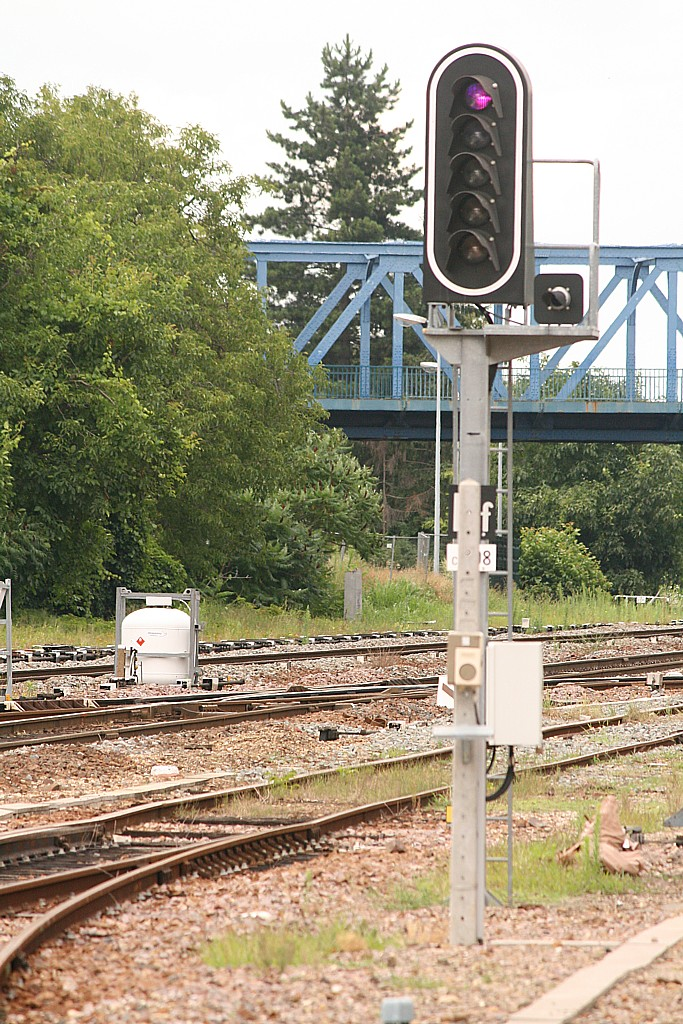
正显示红灯的色灯信号机

色灯號誌的意义通常是（在不同的国家速度值的规定略有不同）：
- 红色，制动停车，不得进入下一个闭塞区间（意味着前方无空闲区间）；
- 黄色，减速到45km/h以下准备能在下一个闭塞区内制韌停车（意味着前方有1个空闲区间）；
- 黄绿色，减速到115km/h以下以准备能在下两个区间内制韌停车（意味着前方有2个空闲区间）；
- 绿色，全速运行（意味着前方有3个空闲区间）。

### 移动闭塞

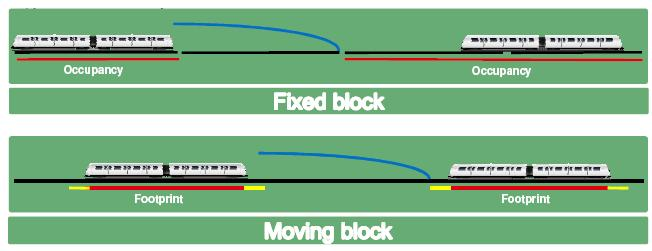
移動閉塞能減少列車之間所需的安全距離，讓班次更頻密。

移动闭塞又稱浮動闭塞，是利用现代无线通信技术的新型闭塞方式，它以列車車載號誌取代轨道上的固定號誌機，將位置、車速等資料傳給電腦，透過電腦運算，算出接下來的列車間距、速度等，回傳給車輛。有利于组织间隔小、密度大的连续运输。

## 其他
除了依靠确保车距的装置来进行变相闭塞的方法以外，在极为特殊的情况下（例如因为通讯断绝，所有的闭塞方法都无法使用），也有不依赖闭塞来运转的方法。但是安全性很差，以前因此发生过事故。
- 由司机判断情况并注意安全来运转的方法。一般会限制最高时速。
- 无闭塞（日语：無閉塞運転）。日本曾经使用过这种方法。列车在停止信号机处等待1分钟以上后，允许以不超过15公里的時速向前运转。現在的臺灣鐵路管理局仍會使用此方式：若列車因閉塞號誌機顯示「險阻」且停車超過兩分鐘後，容許駕駛以無閉塞運行方式開車，並呼叫「無閉塞慢行，注意前方！」始開動列車。[8]而香港輕鐵從通車之今一直是香港唯一使用高速無閉塞的輕鐵系統。[9]
- 隔时法。日本于1960年代废除。只适用于复线区间。一辆列车出发后，经过“按照正常情况到达下一站为止的运转时间”的两倍或更长时间（最低5分钟）后，允许后续列车以不超过35km/h的速度发车。还有变种的隔时法。

在战争时，军用卡车为了防止敌袭，在夜间也不开车灯。因此为了预防交通堵塞和夜间的交通事故，军队的卡车（尤其是战时）在利用公路运送物资时，也会使用和铁路相同的方式进行闭塞。这时公路作为军用而封锁，不允许一般车辆进入。
在第二次世界大战时，盟國军队為了提升公路運輸效率，就在法國土地上推行紅球快遞計畫，将一列卡车视为一列火车，将公路看做铁路，把补给基地视为车站，活用铁路的闭塞原理，输送了大量的物资。海湾战争中沙特阿拉伯和科威特等国在后方运输中也征用道路如此输送过物资。